# أبيقورية

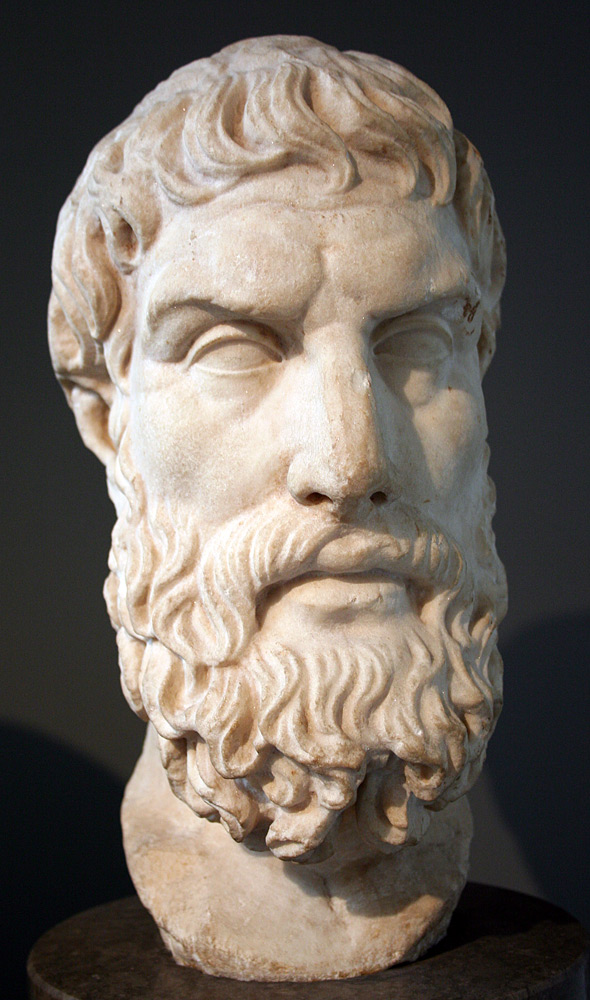
تمثال نصفي لأبيقور الروماني

الأبيقورية أو المذهب الأبيقوري (بالإنجليزية: Epicureanism) يُنسب إلى الفيلسوف اليوناني أبيقور (340 ق.م ـ 270 ق.م)، الذي أنشأه وقد ساد لستة قرون، وهو مذهب فلسفي مؤداه أن اللذة هي وحدها الخير الأسمى، والألم هو وحده الشر الأقصى، والمراد باللذة في هذا المذهب ـ بخلاف ما هو شائع ـ هو التحرر من الألم والاهتياج العاطفي. وقد أكد أبيقور أن هذه المتعة، لا تتمّ للمرء عن طريق الانغماس في الملذات الحسيّة، بل بممارسة الفضيلة. ويقر اللذة الحسية لأن الإنسان كالحيوان يسعى إلى ملذاته بفطرته، ولكنه حوّل اللذة الحسية إلى مذهب في الزهد، فاللذة عنده تجمع بين الزهد والمنفعة، وقد دعا إلى الحياة السعيدة دون أن يستعبد الإنسان شهوته، وبذلك تؤثر اللذات العقلية والروحية في اللذات الجسمية والحسية.

## فكر الفلسفة الأبيقورية
كانت لإبيقور ومن تبعه من تلاميذه نظرية في الطبيعة، مقتضاها إرجاع كل شيء في عالمنا إلى ذرات، إلا أن اهتمامهم انصرف أساساً إلى الأخلاق. وقالوا فيها إن أساسها اللذة، واللذة هي هدف الإنسان في حياته. واللذة ليست مقصورة على اللذة الجسدية، بل تسمو عليها اللذة العقلية. وليس الأمر بالسعي إلى اللذة الوقتية، بل قد يكون بالعمل على منع الألم. وخير اللذات هي في هدوء البال، وطمأنينة النفس. وهدوء البال بدوره يتحقق بالحد من الرغبات، والحاجات، والبساطة، والاعتدال في العيش وكذلك اعتبر ان كل ما هو خير فيه لذة وكل ما هو شر فيه الم وكذلك فاللذة هي الإدراك الملائم للذات واما الالم فهو الإدراك المنافي لها وكذلك قال فان اللذة البعيدة أفضل من اللذة الانية.
يرتكز فكر إبيقور الاجتماعي والفلسفي على الابتعاد عن الحياة العامة، ولا يقر بالتساوي المركزي بين المجتمعات؛ لأنه يوجب العداء والتباغض. ويرى أن الدين والموت مصدران أساسيانِ للخوف، فنحى بذلك منحىً ماديٍ، ويفترض أن وجودَ الدولة قائمٌ على أساس كفالة الأمن والاستقرار، وللوقوف أمام المفسدين، ويعتقد بأن طبيعة المجتمع البشري قائمةٌ على الأنانية سليقةً، إذ يجري البشرُ وراء مصالحهم الذاتية، فإن حقق بعضهم مكسبًا أفسدته أنانيَّة غيره، فأصبح لا مناص لهم جميعًا من الاتفاق على الامتناع عن إحاقة الأذى ببعضهم بعضًا، إذ ليس ارتكاب الظلم سيئًا في حد ذاته؛ إنما مكابدة عواقبه ومعاناة تبعاته دون أن يجد المظلوم من يدفع عنه المكارهَ هو أسوأ من أي شيء آخر، فكان أنْ تعاهدَ الناسُ على احترام حقوق بعضهم بعضًا؛ اتقاءً لما يصيبهم من تفشي المكائد بينهم.
ويقول بعض الفلاسفة - ومنهم جورج اسباين - إن أكثر أجزاء المذهب الأبيقوري جرأةً، وقد شكَّلت هذه المدرسة نقداً لاذعًا لكل صنوف العادات والعقائد الخرافية، مثل: العرافة والتنجيم، وكان ذلك في الحقيقة شرًا كبيرًا وكانت صحيفتها في هذا المجال مشرفة على عكس مدرسة الرواقيين التي كانت دائما على استعداد عظيم لتلمس ظلالي من الحقيقة في عقائد شائعة كان من الجلي عدم صحتها. وإنّ نشأة عدم الدول في نظر الأبيقوريين ليست إلاّ لتوفير للإطمئنان وبخاصة عن عدوان الغير فالناس جميعا انانيون ولا يسعون إلاّ إلى مافيهم خيرهم الخاص ولكن هذه الطريقة تجعل خير كل فرد مهددا بأفعال الآخرين الصادرين عن هذه الانانية نفسها.

## الفكر السياسي الأبيقوري
اما عن الفكر السياسي الأبيقوري وفلسفته الخاصة التي تستند إلى الجانب الشهواني والابتعاد عن ساحة فوق الطبيعي والموضوعات التجريدية بينما اصالة الفكر السياسي قائم على الاعتبار العقلي مع مرونة الموضوع. وإمّا عدم تمسكة بالتساوي المركزي فهو على عكس ما تصوره من وجود العداء والتباغض لإنّ الأعمال الوظيفية إذا كانت في خط المساواة توجب انعدام البغضاء والعداء.

## الأبيقورية والدين
أعتبر الأبيقوريين الدين والموت اساسين للخوف فدعوى بدون برهان لإنّ الخوف من الصفات الغريزية، وليست من الأفعال المكتسبة، فالدين يوجب العقاب الآخروي على مخالفة المقررات القانونـية الآلهية، كما يسري على ضَوْءهُ التشريع الوضعي عند مخالفة مقرراتة القانونية يلاقي العقوبات الجزائية، كما أن الموت يعاكس غريزة البقاء، فلابد أن يدرسا بما هما لا بما ينتج عنهما الخوف حتى يكونا في صفحة السير المعاكس للذة والسعادة. ويبدو في تصوير الأبيقوريين لكيان الدول على اساس الأمن والإطمئنان والوقوف امام المغيرين فهذا في واقعة قد اعطى بعض الأضواء عن حياة الدول واثرها الاجتماعي ولم يوف الجوانب الآخرى التي ترتكز عليها صفحات الدول، وإمّا تصويرهم في المجتمع البشري على الانانية والانطواء الذاتي وإنّ كنا نعتقد أن الاصالة للفرد دون المجتمع لكن هذا لا يقر على وجود الانانية، بل من حيث اصالة ذاته ولكنه يرتبط بعلاقات على اختلاف أسبابها مع ما تجد معه في النوعية الحيوانية الناطقية.

## اقرأ أيضا
- إبيقور
- الأخلاقوري